# Ана Новакович-Джурович
Ана Новакович-Джурович (на черногорски: Ана Новаковић Ђуровић / Ana Novaković Đurović) е черногорска политичка и политоложка от гражданско движение „Обединено реформистко действие“. От 28 април 2022 г. е министър на околната среда, пространственото планиране и градското развитие на Черна гора в правителството на Дритан Абазович.

## Биография
Родена е на 20 декември 1985 г. в град Титоград, СР Черна гора, СФРЮ. Завършва Факултета по политически науки на Университета на Черна гора със степен по международни отношения.
През 2007 г. започва работа в организация CRNVO (в превод: Център за развитие на НПО – Център за развитие на неправителствените организации) в Подгорица, като от 2009 до 2021 г. е изпълнителен директор на организацията.
От юли 2021 г. е политически ръководител на гражданска организация „Обединено реформистко действие“, която симпатизира на ЕС и е с ляво-либерална и зелена ориентация. Става член на президиума на организацията. В продължение на 12 години се занимава с консултиране и коучинг на неправителствени организации, публична администрация и бизнес сектора, като се фокусира върху темите: управление на проекти, финансирани от фондовете на Европейския съюз, организационно развитие, стратегическо планиране.
Като консултант тя разработва редица проекти и стратегически планове за организации, занимаващи се с опазване на околната среда и устройство на територията. Постоянно участва в проекти на Програмата на ООН за развитие (ПРООН) в Черна гора, консултантската компания WYG, Организацията за сигурност и сътрудничество в Европа и програмата за трансгранично сътрудничество между Черна гора и Босна и Херцеговина в рамките на Европейския инструмент за съседство (ENI) за 2014 – 2020 г. (IPA II). В продължение на няколко години предоставя обучение на държавни служители като част от програма за обучение, организирана от правителствената Служба за управление на кадрите.
Тя взима активно участие в процеса на присъединяване на Черна гора към Европейския съюз. От март 2012 до 2020 г. е член на работната група на ЕС по глава 23 от Кодекса на ЕС: „Правосъдие и основни права“ и разработва част от плана за действие за тази глава. Тя е ръководила изпълнението на десетки проекти (включително проекти, финансирани от ЕС), свързани с установяването на върховенството на закона и развитието на гражданското общество в Черна гора. В продължение на много години тя се застъпва за въвеждането на лицата, подаващи сигнали за нередности, в правната система на Черна гора и ръководи разработването на първия модел на закон за защита на лицата, подаващи сигнали за нередности.
Два мандата е заместник министър-председател на Съвета за сътрудничество с НПО (2012 – 2014).
През 2018 г. е носителка на наградата на Съюза на работодателите като най-добър мениджър на гражданското общество.
На 28 април 2022 г. е назначена за министър на околната среда, пространственото планиране и градското развитие на Черна гора в правителството на Дритан Абазович.